# Katastrofa lotu West Caribbean Airways 708
Katastrofa lotu West Carribean Airways nr 708 – katastrofa z udziałem linii lotniczych West Caribbean Airways (rejs nr 708), do której doszło we wtorek, 16 sierpnia 2005 roku, w zachodniej części Wenezueli. Na pokładzie znajdowało się 152 pasażerów – w większości francuskojęzyczni mieszkańcy Martyniki, zmierzający do Fort-de-France (na pokładzie znajdował się tylko jeden obcokrajowiec – Włoch) – i ośmioosobowa kolumbijska załoga. Wszyscy zginęli.
Lot nr 708 został wyczarterowany przez agencję podróży «Globe Trotters de Rivière Salée» – pasażerowie powracali do domu z tygodniowych wakacji w Panamie.

## Przebieg lotu
Samolot McDonnell Douglas MD-82 (nr rejestracyjny: HK-4374X; w eksploatacji od 1986 r. ) odbywał nocny lot pomiędzy stolicą Panamy a karaibską wyspą Martynika. W 25 minut po starcie – o 1:25 – rejs nr 708 przecinał niebo na wysokości FL310 (31 tysięcy stóp – 9400 m), by po kolejnych szesnastu minutach wznieść się na nieco ponad 10 tysięcy metrów (FL330 – 33 tysiące stóp).
Lot odbywał się w warunkach silnej burzy, gwałtownych porywów wiatru i możliwości oblodzenia. Na poziomie FL330 ciąg zespołu napędowego nie wystarczał w pełni obciążonemu pasażerami i ładunkiem samolocie na utrzymanie wymaganej prędkości lotu w warunkach włączonej instalacji przeciwoblodzeniowej. Autopilot utrzymywał zadany pułap lotu, jednak w warunkach stopniowo malejącej prędkości lotu przy coraz większym kącie natarcia.
O godzinie 1:57 (czasu panamskiego) załoga rejsu nr 708 otrzymała pozwolenie na zniżanie lotu do pułapu FL310. Kapitan odłączył autopilota, a odrzutowiec rozpoczął schodzenie z wysokości rejsowej FL330. W dwie minuty później piloci poprosili o dalsze zniżanie do FL290, jednak nadzorujący rejs kontroler z Maiquetia z początku nie wiedział, że prośba ta pochodzi właśnie od pilotów MD-82. Chwilę później spytał kto nadaje. W odpowiedzi otrzymał kolejną prośbę od rejsu nr 708 – było to zapytanie o pozwolenie zniżania do wysokości FL240. Kontroler zezwolił na dalsze zniżanie.
Jednak chwilę później w kabinie pilotów zaczął rozbrzmiewać dźwiękowy sygnał przeciągnięcia oraz związane z tym ostrzeżenie dla załogi o najwyższym priorytecie – trzepotanie wolantu. Oznaczało to, że samolot swą pozycją doszedł do krytycznego kąta natarcia i wymaga bezzwłocznej reakcji poprzez odepchnięcie wolantu „od siebie”. Drugi pilot właściwie rozpoznał przeciągnięcie, rejestrator głosu w kabinie nagrał jego trafną diagnozę, jednak pilotażowo nie zareagował, aby usunąć zagrożenie z tym związane. Przecinając poziom FL140 piloci zgłosili zupełny brak sterowania nad samolotem, wysyłając w eter sygnały sytuacji krytycznej. Samolot spadał w głębokim przeciągnięciu (ang. deep stall), po 210 sekundach maszyna uderzyła o ziemię w górskim rejonie Sierra de Perija – na obszarze bagnistego pola, należącego do rancza La Cucharita, nieopodal miejscowości Machiques, około 30 km od granicy wenezuelsko-kolumbijskiej. Wszyscy zginęli – 160 osób.

## Akcja ratunkowa
Z samolotu w całości zachował się jedynie statecznik pionowy maszyny. Po przybyciu na miejsce ekipy ratownicze spotkały bardzo trudne warunki pracy: bagienny, nierówny teren, w dodatku ulewne deszcze. Po kilku godzinach świat obiegły informacje o śmierci
160 osób na pokładzie.

## Przyczyny katastrofy
Po katastrofie zwołano wenezuelską ekipę CIAA (tł. dosł: Komitet Wyjaśniania Wypadków Lotniczych). W analizach brały także udział ekipy NTSB ze Stanów Zjednoczonych i BEA z Francji. Po przestudiowaniu nagrań Rejestratora Rozmów w Kokpicie (CVR) uczeni doszli do wniosku, iż najbardziej prawdopodobną przyczyną katastrofy była utrata siły nośnej samolotu, w wyniku przeciągnięcia.
Lot odbywał się w trudnych, burzowych warunkach. W trakcie rejsu na wysokości FL330 piloci stwierdzili obecność lodu na samolocie i standardowo włączyli system odladzania. To, z czego nie zdawali sobie sprawy to fakt, że na danej wysokości, z w pełni obciążonym samolotem i włączonym systemem odladzania silniki nie są w stanie wytworzyć wystarczającego ciągu do kontynuowania lotu z wymaganą prędkością. Piloci zauważyli, że ciąg spada i poprosili o pozwolenie na obniżenie lotu do FL310. W trakcie schodzenia do tej wysokości silny podmuch wiatru podczas burzy uniósł dziób samolotu do góry, co zmniejszyło ilość powietrza dochodzącego do silników i spadek ciągu rozporządzalnego. Kapitan błędnie zinterpretował to jako awarię silników i całą swoją uwagę poświęcił temu aspektowi. Drugi pilot rozpoznał właściwie, iż to nie awaria, tylko przeciągnięcie, jednak z powodu dużej różnicy wieku i doświadczenia (miał ledwie 21 lat) nie potrafił dość stanowczo przekazać tej informacji kapitanowi, nie mówiąc o samodzielnym przejęciu sterów. Samolot spadał z 10 tysięcy metrów około 3 minuty.

## Ofiary katastrofy
| Kraj      | Pasażerowie | Załoga | Razem |
| --------- | ----------- | ------ | ----- |
| Martynika | 151         | 0      | 151   |
| Kolumbia  | 0           | 8      | 8     |
| Włochy    | 1           | 0      | 1     |
| Razem     | 152         | 8      | 160   |

## Czarny sierpień
Katastrofa ta to część serii znanej jako „czarny sierpień” – okresu w historii lotnictwa (od 2 sierpnia do 5 września 2005 roku), podczas którego wydarzyła się niespotykana dotąd liczba sześciu poważnych katastrof lotniczych. W tym: katastrofa lotu Air France 358, katastrofa lotu Tuninter 1153, katastrofa lotu Helios Airways 522, katastrofa lotu West Caribbean Airways 708, katastrofa lotu TANS Perú 204 i katastrofa lotu Mandala Airlines 091. Podczas „czarnego sierpnia” zginęło łącznie 487 ludzi.